# Раду Алдулєску
Раду Алдулєску (рум. Radu Aldulescu; 17 вересня 1922, Пітяска, жудець Ілфов, Румунське королівство — 19 березня 2006, Ніцца, Франція) — румунсько — італійський віолончеліст і музичний педагог.
Почав вчитися гри на віолончелі у віці шести років в Бухаресті у свого діда Думітру Дініку. У 12 років вступив до Королевської академії музики і драматичного мистецтва в Бухаресті, який закінчив через п'ять років.
У 18 років вступив до оркестру Румунської опери, в 1941 році увійшов в оркестр Національного радіо. У 1943 році дебютував як соліст, виступав також у складі фортепіанного тріо з братами Валентином і Штефаном Георгіу. З 1950 по 1964 рік був солістом Бухарестського філармонічного оркестру. У 1951 році вшанований званням «Заслуженого артиста Румунії».
У 1964 році стає асистентом каталонського віолончеліста і композитора Гаспара Кассадо. У тому ж році дебютував в Лондоні, зігравши концерт Дворжака з Симфонічним оркестром BBC. У 1967 році отримав міжнародну музичну премію Гаррієт Коен як «кращий іноземний віолончеліст, який виступав в Англії». Згодом гастролював Західнію Німеччиною, Францєю, Грецєю та Іспанєю, виступаючи як соліст з провідними оркестрами та сольними концертами.
У 1969 році емігрував до Італії. Грав в широко відомому «Римському тріо» (італ. Trio d'Archi di Roma) разом зі скрипалями Сальваторе Аккардо і Луїджі Альберто Б'янкі, багато виступав у дуеті з піаністом Карло Цеккі. Записав ряд дисків з творами Гайдна, Брамса, Чайковського, Сен-Санса, Дебюссі, Енеску, Гіндеміта й інших композиторів. Викладав і проводив майстер-класи в різних країнах, входив до складу журі різних міжнародних конкурсів (у тому числі IV Міжнародного конкурсу імені Чайковського, 1970). З 1985 року провадив майстер-класи в Коста-Брава, що зв'язало його з каталонською музикою і музикантами: Алдулєску записав альбом з творами композиторами Каталонії, а одним з його найбільш значних учнів став Луїс Кларет.
Алдулеску часто виступав на міжнародних фестивалях і семінарах, викладав в Академії «Санта-Чечілія» в Римі, Вищої консерваторії в Парижі, Музичної академії в Базелі і Академії музики в Пескарі. Серед учнів Алдулеску такі відомі музиканти, як Пауло Гайо Ліма, Ульф Тішбірк, Джемма Серпент, Марієт ван Дейк, Щербан Никифор, Марін Козаку, Луїджи Піовано.
Раду Алдулєску помер в Ніцці, Франція 19 березня 2006 року.
На музичному фестивалі в Мальяно-Сабіне (Італія) вручається приз «Раду Алдулєску», заснований на честь музиканта.